# Akscha (Tjoscha)
Die Akscha (russisch Акша) ist ein 28 km langer linker Nebenfluss der Tjoscha im europäischen Teil Russlands.

## Beschreibung
Die Quelle des Flusses liegt in der Gegend des Dorfes Orechowez 28 Kilometer südwestlich vom Stadtzentrum Arsamas. Der Fluss fließt zunächst nach Nordosten, dann nach Norden. Kurz nach der Quelle fließt er in den Stadtkreis Arsamas. Bis zur Mündung in die Tjoscha fließt er durch die Dörfer Issupowa, Salnikowo und Nowy Ussad. Das Einzugsgebiet beträgt 303 km².